# The Call of the Wild: Dog of the Yukon

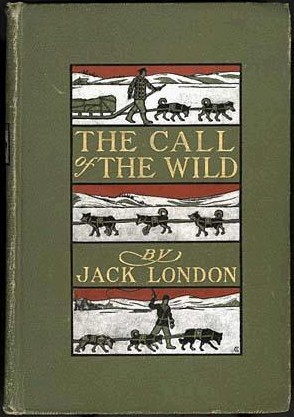
Het boek waarop de film gebaseerd is

The Call of the Wild: Dog of the Yukon is een Canadese film uit 1997 van regisseur Peter Svatek, gebaseerd op het gelijknamige boek van Jack London.
De film is ook uitgegeven onder de titels 'The Call of the Wild', 'Jack London's The Call of the Wild: Dog of the Yukon' en 'Jack London's The Call of the Wild'.

## Rolverdeling
| Acteur                 | Personage                |
| ---------------------- | ------------------------ |
| Rutger Hauer           | John Thornton            |
| Bronwen Booth          | Mercedes                 |
| Charles Edwin Powell   | Hal                      |
| Burke Lawrence         | Charles                  |
| Luc Morrissette        | Perrault                 |
| Robert Pierre Côté     | Francoise                |
| John Novak             | Matthewson               |
| Raymond Ducasse        | Rechter Miller           |
| Eric Hoizel            | Manuel                   |
| John Dunn              | Hans                     |
| Jack Langedijk         | Pete                     |
| Lynne Adams            | Maggie                   |
| Richard Dreyfuss       | de stem van de verteller |
| Vasko, Geesa en Gustav | Buck de sledehond        |